# Лобысевич, Григорий Павлович
Григорий Павлович Лобысевич, Лобысевич старший, Лобысевич 1-й (1773 — не ранее 1851) — русский морской офицер, генерал-лейтенант по адмиралтейству, инспектор ластовых экипажей Черноморского флота.

## Биография
Родился около 1773 года в семье Павла Кирилловича Лобысевича, Стародубского полкового есаула в числе 10 братьев и сестёр, его старший брат Лобысевич, Пётр Павлович русский баснописец.
Воспитывался в Морском кадетском корпусе, откуда выпущен был гардемарином 1 мая 1790 года.
Участник русско-шведской войны 1788—1790 годов. На корабле «Три Иерарха» принял участие в Красногорском и Выборгском сражениях. Продолжая принимать участие в последующих морских кампаниях, Лобысевич в 1792 году произведен был в мичманы, в 1799 году — в лейтенанты и в 1810 году — в капитан-лейтенанты.
В 1806—1807 годах был командиром брига «Язон» в составе Черноморского флота. Находился на нём в ходе крушения, и спасся с командой.
26 ноября 1809 года за 18 морских кампаний был награждён орденом св. Георгия 4-й степени, № 2157.
В 1820 году был произведен в капитаны 2-го ранга, а в 1824 года — в капитаны 1-го ранга и вслед за тем 1 августа 1827 года был назначен командиром Черноморского ластового экипажа. Находясь в должности Лобысевич был произведен в 1834 году в генерал-майоры, а в 1846 году — в генерал-лейтенанты по адмиралтейству. С того же года определён инспектором ластовых экипажей Черноморского флота и членом Общего присутствия черноморского интендантства. Год смерти его неизвестен.
Жена (1818) — Екатерина Лобысевич.